# Crotonia tryjanowskii
Crotonia tryjanowskii är en kvalsterart som beskrevs av Ziemowit Olszanowski 2000. Crotonia tryjanowskii ingår i släktet Crotonia och familjen Crotoniidae. Inga underarter finns listade i Catalogue of Life.